# Salvi Arnabat
Salvi Arnabat fou organista de la catedral de Girona. Va ser «procurador» de Josep Castelló, organista de l'església parroquial de Sant Esteve d'Olot entre 1759 i 1821, mentre encara era escolà a Santa Maria d'Alba de Tàrrega.
Es conserven obres de tocates per a orgue al fons musical del Santuari de Santa Maria dels Arcs (GirArc), com per exemple Giga alegro a 2 veus o Tocata Pastoril de Salvi Arnavat en Fa M.